# Bobby Beausoleil

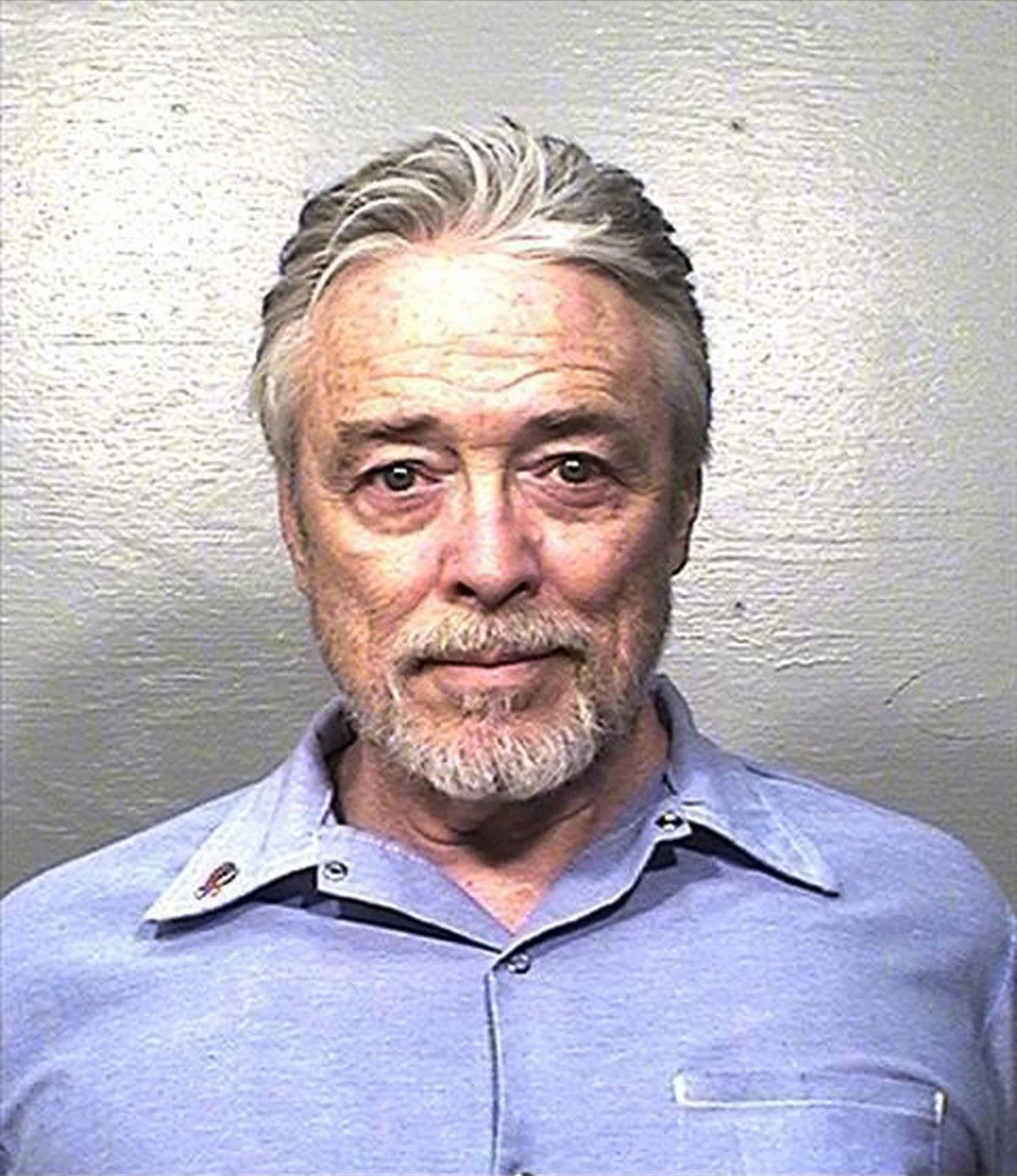
Bobby Beausoleil, 2016

Robert Kenneth „Bobby“ Beausoleil (* 6. November 1947 in Santa Barbara, Kalifornien) ist ein US-amerikanischer Musiker und verurteilter Mörder, der durch seine Verbindung zu der von Charles Manson angeführten Manson Family und seine Beteiligung an der Ermordung von Gary Hinman bekannt wurde.

## Leben

### Frühes Leben
Bobby Beausoleil wurde 1947 geboren und entstammt einer Familie aus der Arbeiterklasse. Sein Vater arbeitete 20 Jahre als Milchmann für ein Molkereiunternehmen. Bereits im Jugendalter fiel sein musikalisches Talent auf, seine rebellische Art brachte ihn jedoch auch schon früh mit dem Gesetz in Konflikt. Im Alter von 15 Jahren verbrachte er daher einige Zeit in einer Besserungsanstalt. Bald darauf zog er nach Los Angeles.

### Musiker und Künstler in Kalifornien
Bereits als Teenager knüpfte Beausoleil Kontakte zur kalifornischen Hippieszene und spielte als Gitarrist in den frühen Bandprojekten einiger später einflussreicher Musiker, wie etwa Arthur Lee (Love) und David LaFlamme (It’s a Beautiful Day). Außerdem arbeitete er als Schauspieler in mehreren Untergrund- und B-Movie-Produktionen mit. Am bekanntesten dürfte seine Hauptrolle in der ersten (so nicht veröffentlichten) Version des Kenneth-Anger-Films Lucifer Rising sein. Die meisten seiner Projekte waren nicht sonderlich erfolgreich, teilweise stellte seine Minderjährigkeit ein Problem für Touren und Veröffentlichungsrechte dar, teilweise kam es zu persönlichen Differenzen mit Band- und Filmkollegen.

### Kontakt zu Charles Manson und Mord an Gary Hinman
Beausoleil lernte Charles Manson und einige der Mädchen aus dessen Family wohl 1967 auf einer Party kennen und traf diese in der Folge öfter zum gemeinsamen Singen und Gitarre spielen. In engeren Kontakt zur Family kam er im Februar 1968, als Manson mit einigen Anhängerinnen einige Wochen in Beausoleils Haus in Topanga wohnte. Ihn beeindruckte die Philosophie, vor allem aber der sexuelle Lebensstil der Mansonkommune. Einige Monate zog er mit seiner eigenen „Familie“ aus jungen Frauen durch Kalifornien, zu der auch Catherine „Gypsy“ Share zählte. Die beiden hatten sich bei einer Filmproduktion kennengelernt. „Gypsy“ gehörte später zum harten Kern der „Family“, die diese nach der Verhaftung Mansons weiterführten.
Ab dem Winter 1968/69 lebte Beausoleils Gruppe dauerhaft mit Manson auf der Spahn Movie Ranch zusammen. Am 25. Juli 1969 fuhr Bruce Davis Beausoleil sowie die Manson-Anhängerinnen Susan Atkins und Mary Brunner zu dem Haus des Musiklehrers Gary Hinman, eines gemeinsamen Bekannten, um von diesem Geld einzutreiben. Bis heute ist nicht klar, ob es dabei um Schulden Hinmans bei der Family oder um Geld aus einem geplatzten Drogendeal ging. Angeblich verlangten die Straight Satans, eine Motorradgang, die Charles Manson für sich zu gewinnen versuchte, die Übergabe von echtem Mescalin oder sofortige Entschädigung für das zuvor erhaltene falsche und setzten Beausoleil unter Druck. Dieser suchte darauf Hinman auf, von dem er das angebliche Mescalin erhalten hatte. Da Hinman sich weigerte, Geld zu zahlen, wurde er verprügelt und gefesselt und in seinem eigenen Haus gefangengehalten. Nach weiteren Folterungen erklärte er sich schließlich bereit, der Family seine beiden Autos zu überschreiben. Dennoch wurde er am Abend des 27. Juli auf Mansons Anweisung von Beausoleil erstochen.

### Verurteilung und Aktivitäten im Gefängnis
Am 6. August 1969 wurde Bobby Beausoleil in einem der von Hinman überschriebenen Autos kontrolliert, verhaftet und wegen Mordes angeklagt. 1970 wurde er in Los Angeles zum Tode verurteilt. Nach Gesetzesänderungen in Kalifornien wurde das Urteil – wie diejenigen Mansons und seiner verurteilten Anhänger – zu lebenslanger Haft umgewandelt, die er zunächst im Hochsicherheitstrakt des San Quentin State Prison verbrachte. 1972 besuchte ihn dort der Schriftsteller Truman Capote.
Er spielte im Gefängnis wieder Gitarre; von 1976 bis 1979 erhielt er die Erlaubnis, Aufnahmen zu machen, von denen ein Teil als Soundtrack des offiziell nie fertiggestellten Films Lucifer Rising verwendet wurde. Außerdem entstanden zwei instrumentale Soloalben. Anschließend wandte sich Beausoleil der bildenden Kunst zu, 2005 stellte eine Galerie in Los Angeles einige seiner Gemälde aus. Mit der Künstlerin Barbara Ellen Baston war er von 1981 bis zu deren Tod im Jahr 2012 verheiratet. Mit seiner verstorbenen Frau hat er vier Kinder. Von 1994 bis 2015 war er im Staatsgefängnis in Salem in Oregon inhaftiert, in das er auf eigenen Wunsch überstellt worden war, da seine Frau aus Oregon stammte. 2015 wurde er nach Disziplinarverstößen in ein Gefängniskrankenhaus in Vacaville bei Sacramento in Kalifornien verlegt.
Beausoleil stellte 18 Anträge zur Haftentlassung auf Bewährung, die alle abgewiesen wurden. Im Januar 2019 empfahl die Anhörungskommission erstmals eine Entlassung auf Bewährung. Gouverneur Gavin Newsom lehnte diese jedoch ab. Die 20. Anhörung fand im Juli 2020 statt, diesmal wurde jedoch keine Entlassung empfohlen. Nach einer weiteren Ablehnung im Jahr 2022 wurde die nächste Anhörung auf Januar 2025 terminiert.